# Republican City (Nebraska)
Republican City je selo u američkoj saveznoj državi Nebraska. Prema popisu stanovništva iz 2010. u njemu je živjelo 150 stanovnika.